# Chionochloa conspicua
Chionochloa conspicua är en gräsart som först beskrevs av Johann Georg Adam Forster, och fick sitt nu gällande namn av Victor Dmitrievich Zotov. Chionochloa conspicua ingår i släktet Chionochloa och familjen gräs. Utöver nominatformen finns också underarten C. c. cunninghamii.